# جولین دایو
جولین دایو (انگلیسی: Julien Dive؛ زادهٔ ۲۱ مهٔ ۱۹۸۵) سیاستمدار اهل فرانسه است.